# Episodi di Omicidi a Sandhamn (quinta stagione)
La quinta stagione della serie televisiva Omicidi a Sandhamn è composta da 3 episodi che compongono un unico arco narrativo; sono andati in onda in Svezia dal 18 novembre 2015 al 2 dicembre 2015 sul canale TV4.
In Italia la serie è stata trasmessa in prima visione su Giallo il 5 marzo 2016.
| nº | Titolo originale         | Titolo italiano                   | Prima TV Svezia  | Prima TV Italia |
| -- | ------------------------ | --------------------------------- | ---------------- | --------------- |
| 1  | I stundens hetta - Del 1 | Nell'impeto del momento - Parte 1 | 18 novembre 2015 | 5 marzo 2016    |
| 2  | I stundens hetta - Del 2 | Nell'impeto del momento - Parte 2 | 25 novembre 2015 | 5 marzo 2016    |
| 3  | I stundens hetta - Del 3 | Nell'impeto del momento - Parte 3 | 2 dicembre 2015  | 5 marzo 2016    |